# Список умерших в 674 году

## Сентябрь
- 1 сентября — Сауда бинт Зама — вторая жена пророка Мухаммеда, мать правоверных.

## Дата смерти неизвестна или требует уточнения
- Абу Айюб аль-Ансари — сподвижник пророка Мухаммеда.
- Кенфус — король Уэссекса (664).
- Саад ибн Абу Ваккас — сподвижник пророка Мухаммеда.
- Сексбурга, королева Уэссекса.
- Хаким ибн Хизам, сподвижник пророка Мухаммеда.